# Больничное питание
Больничное питание — питание во время лечения в медицинских учреждениях.

## Индивидуальные рационы
Состоит из подноса с набором блюд, упакованных в герметичную, прозрачную упаковку. На каждом блюде есть маркировка с подробным составом и сроком годности. К рационам выдаются одноразовые столовые наборы, куда входит вилка, нож, ложка, зубочистка и салфетка.